# Вічний турист

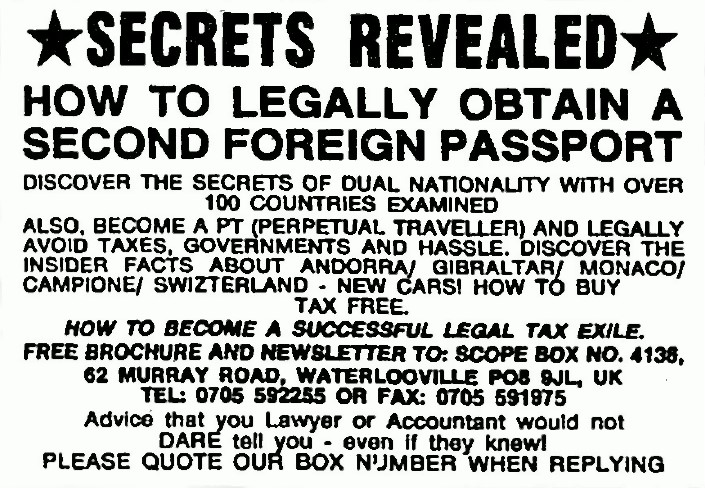
оголошення в газеті Scope, The Times, 1994, щодо надання інформації по отриманню другого паспорту та набуття статусу "Вічний турист"

Вічний турист (англ. Perpetual traveler) — ідеологія та спосіб життя та заробітку перебуваючи в різних країнах з метою уникнення чи зменшення сплати податків в кожній із країн, збільшення персональної свободи. Також може означати людину, яка подорожує по світу та не є постійним резидентом в конкретно взятій країні довгий час.

## Передумови
Передумовами такого явища є концепт та бажання безкоштовного та вільного життя, вільного від податків, які при великих прибутках можуть становити великі суми, політичних переслідувань, позбавляння від цивільних, військових, правових, обов'язків. Бажання почати нове вільне життя анонімно, при наявності в попередньому цивільних обов'язків, які в багатьох країнах не нівелюються процедурою банкрутства. 

## Теорія прапорів

### Теорія трьох прапорів
Термін "вільний турист" було вперше введено інвестором, підприємцем Гаррі Шульцом (англ. Harry Donald Schultz) в 1950х роках, пізніше, він сформулював своє бачення як «Теорія трьох прапорів». Сама ідея виникла в нього, коли він з 1981 по 2003 рр. прожив в 17 країнах, заробляючи як інвестиційний консультант. Гаррі Шульц помітив, що по факту, держава частіше всього до іноземців та інвесторів відноситься краще чим до своїх громадян. Отже, людина, змінивши паспорт та громадянство, може стати в своїй же країні іноземцем. Вести бізнес передбачалось в третій країні, таким чином людина стає «захищена трьома прапорами».

### Теорія п'яти прапорів
Законодавство стрімко змінювалось, з моменту формулювання теорії трьох прапорів багато стало неможливим, так, розгорнулась боротьба з анонімними рахунками, паспортний контроль ставав більш жорстким, зростали штрафи за ухиляння від податків. Письменником Вілліамом Хіллом (англ. William G. Hill), (можливо, псевдонім) було додано ще «два прапори»,  і створив «теорію п'яти прапорів».

### Теорія шести прапорів
Остаточна праця, яка вийшла в світ під псевдонімом «BBBB» (англ. Bye Bye Big Brother), «До побачення, великий брат» тиражем в 500 примірників від анонімного автора «Дідусь», (англ. Grandpa) є колективною працею, в якій заявлена колективна робота понад 55 мільйонерів. Видання дає поради щодо анонімних рахунків, анонімності в комунікаціях, особливості отримання громадянства, зміни місця проживання та ін.. Передумовою написання праці «Дідусем» були непідсильні судові спори проти нього, вимоги щодо аліментів від 4 колишніх дружин, коли суд йому призначив 4000$ щотижневих виплат, як спосіб позбуття загрози ув'язнення, він став «вічним туристом». Згодом, з-за кордону в межах своїх сил підтримував дітей та онуків, з частиною з яких згодом зустрівся в Азії. Автором цієї праці було також введено поняття шостого прапора — кіберпростір.

## Приблизні постулати теорії
- Громадянство — наявність паспорта країни, проживання в якій буде максимально комфортним, де в країні є можливість безвізових подорожей, мінімальне оподаткування, відсутність заборони на множинне громадянство. За законодавством по множинному громадянству відповідають Канада, більшість Європейських країн і країни Карибського басейну.
- Проживання — офіційна країна проживання є просто рядок в паспорті, необхідність якої потрібна для реєстрації в готелі. Але реально може для життя обиратись країна, яка, наприклад, не оподатковує своїх жителів податком на прибуток, отриманий за її межами — Монако, Андорра, Беліз, Малайзія, більшість країн Латинської Америки.
- Безпечне місце для активів — один або кілька стабільних фінансових центрів, де зберігаються заощадження, керують ними довірені особи, трасти, фонди тощо. Приклади — Швейцарія, Сінгапур і Панама.
- База для бізнесу — одна або більше країн, де заробляються гроші. Наприклад, в вигляді капіталовкладення в компанії, які самі декларують свої доходи і платять, коли необхідно. Ці компанії управляються з безпечного місця для зберігання і володіння активами. При такому способі управління немає необхідності заповнювати особисті податкові декларації.
- Ігрові майданчики — країни, де ви проводиться час фізично. Як тільки набридне - країна змінюється. У таких країнах людина є простий турист, у якого є гроші, а значить, йому будуть раді всюди.
- Кіберпростір — додатковий абсолютно «легальний» прапор, який об'єднує всі попередні. Трактується як наявність всюди та ніде одночасно. Авторами розцінюється як особистий «кібер-тайник», де можна зберігати будь-яку інформацію і безпечно спілкуватися з такими ж вічними туристами.

## Сучасний стан
Подвійне та множинне громадянство було рідкісним до моменту глобалізації торгівлі, багато дослідників цього явища проводять деяку аналогію з набуттям резидентами громадянства інших країн, прирівнюючи людей, які мають подвійне та потрійне громадянство до потенційних «туристів». В багатьох країнах множинне громадянство є забороненим, проте проблема не веде до явної відповідальності, отримуючи громадянство іншої країни, людина стає під юрисдикцію іншої країни, куди може втекти від переслідувань.